# 皮門特爾區

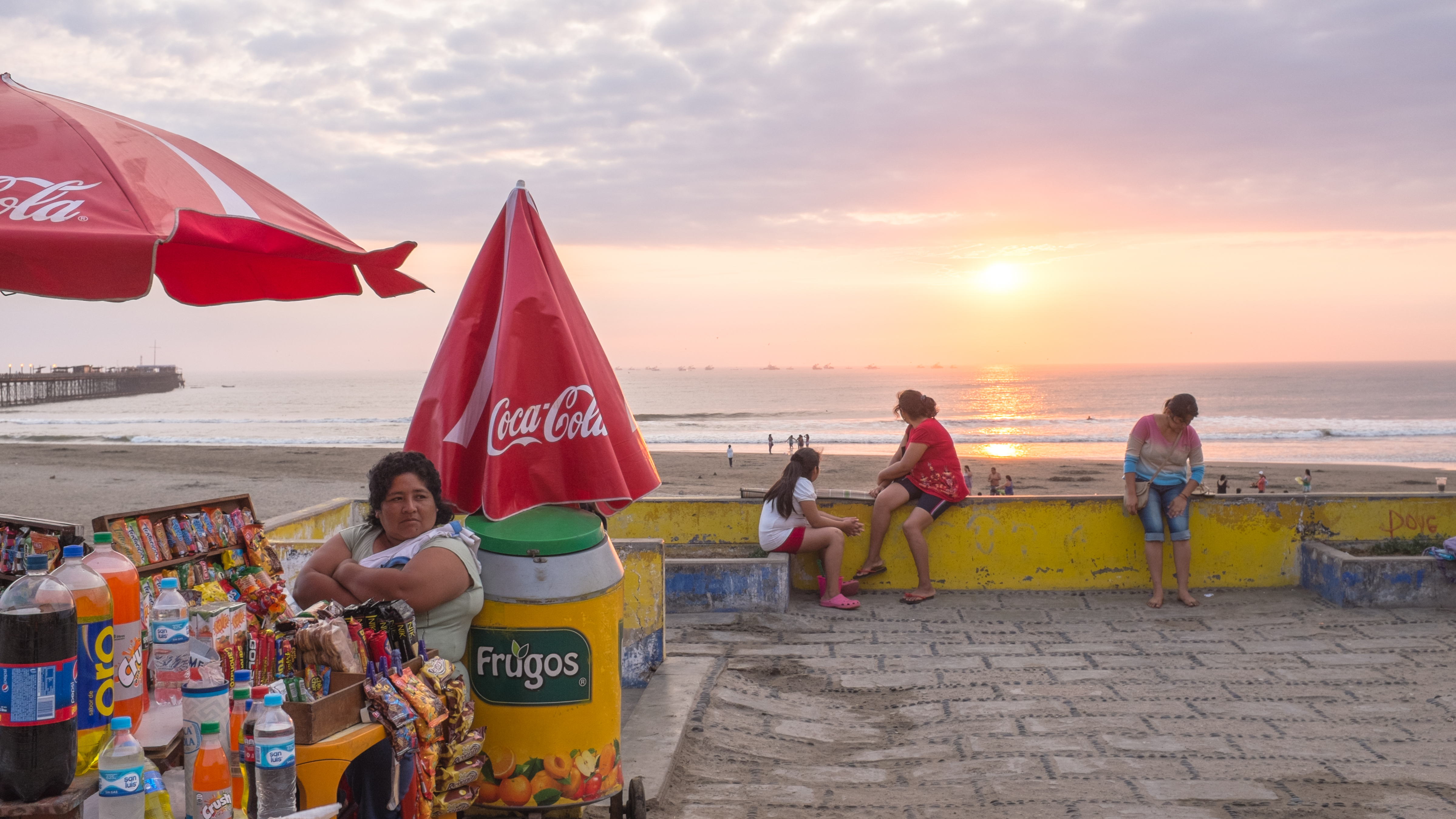

皮門特爾區（西班牙語：Distrito de Pimentel），是秘魯的一個區，位於該國西北部蘭巴耶克大區的奇克拉約省，面積66.53平方公里，海拔高度4米，2005年人口29,622，人口密度每平方公里450人。